# L–39 Albatros
Az L–39 Albatros a csehszlovák Aero Vodochody vállalat által gyártott kiképző repülőgép. Felfegyverzett harci változatát is gyártották. Az 1970-es évek elejétől az L–29 Delfínt váltotta le, és a Varsói Szerződés alapvető kiképző repülőgépévé vált. Továbbfejlesztett változata az L–59 Super Albatros, az ezt követő L–159 ALCA, valamint az L–39NG.

## Típusváltozatok

### L–39C
Az első és legnagyobb számban gyártott változat mely csak kiképzésre alkalmas. A gépen alkalmazott berendezések zöme a MiG–15 és a MiG–21 gépcsaládon alkalmazott berendezések keveréke, kiegészítve néhány cseh gyártmánnyal. Ezek között megtalálható a RTL–11 fedélzeti URH-rádió, RV–5 magasságmérő, mely figyelmeztető hanggal jelzi előre elért magassági határ alá süllyedést, és RUL–41 rádióiránytű. A fedélzeti berendezések meghibásodásakor a törzsből egy ötágú légcsavarral hajtott generátor emelkedik ki és a légáramlat által hajtott szerkezet biztosítja a fedélzeti elektromos rendszerek működését. A Zafír–5 típusú beépített indítóhajtómű biztosítja a hajtómű beindítását, így külső áramforrás nem szükséges. Alkalmazásra került a KL–39 típusú ellenőrző rendszer. Ehhez csatlakoztatott kiértékelő berendezés jelentősen lerövidíti a repülésre való előkészítést. A félszárnyak alatt egy-egy fegyverfelfüggesztő csomópont található gyakorló légi és földi célpontok elleni fegyverzet számára, bár ezekre többnyire tüzelőanyag-póttartályokat függesztenek. A kabinok mögött helyezkedik el az öt gumifalú üzemanyagtartály, összesen 1070 l kapacitással, Illetve a szárnyvégeken egy-egy 100 literes le nem oldható üzemanyagtartály található, melynek első részében található a leszálló fényszóró. 1990-es gyártás leállásig 2216 db készült ebből a változatból.

### L–39V

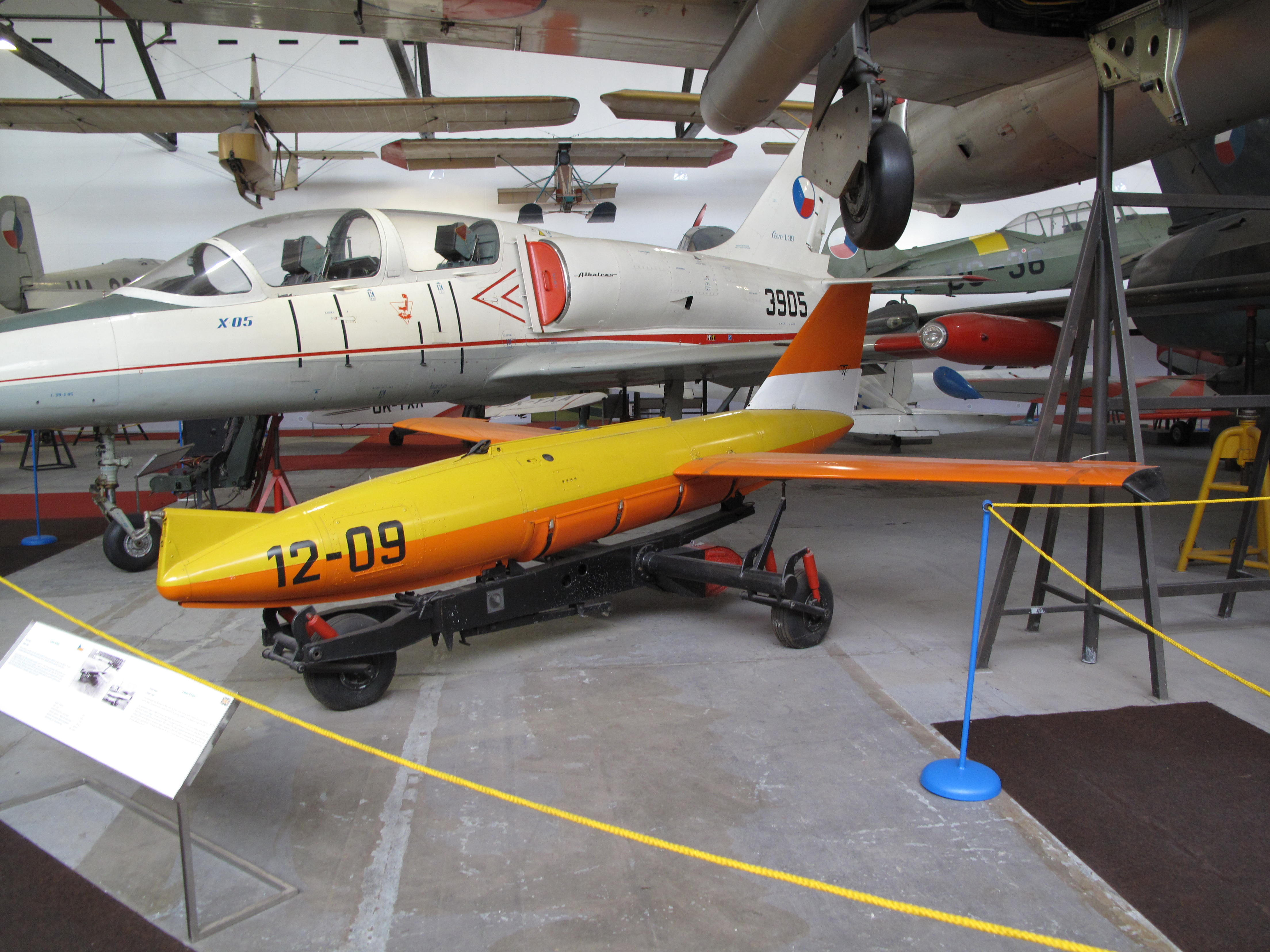
A V változat által vontatott KT-04-es céltárgy. (A háttérben látható albatrosz nem V)

Az L–39C speciálisan légi cél vontatására átalakított változata, melyet gyakorló lövészeteken alkalmaztak. A változat prototípusa az X–08-as volt. A gép hasa alá beépítettek egy gondolát, amelyben KT–04-es típusú célrepülőgép volt elhelyezhető. A célrepülőt a hátsó kabinban lévő csörlő engedi ki, illetve húzza be. A csörlőhöz mintegy 1700 m hosszúságú acélkábel tartozik. Csak korlátozott számban gyártották. 1976-ban 10 darabot állítottak elő ebből a változatból. Ezek közül nyolcat az akkori csehszlovák légierő kapta, kettőt a volt NDK légiereje.

### L–39ZO
A második legnagyobb számban gyártott változat amely földi célok elleni légicsapásra is alkalmas. Az Aero gyár mérnökei azért kezdtek a típus fejlesztésébe, mert a világ számos országában felmerült az igény egy könnyű és olcsó támadógépre, mely oktatási feladatok ellátására is képes. 1975. augusztus 25-én szállt fel az X–09-es, amely a ZO prototípusa volt. A fedélzeti rádiótechnikai berendezések nagy része megegyezik a MiG–21-esen alkalmazott típusokkal. Így megtalálható a Kvant rádió-távolságmérő, az R–832M fedélzeti rádió, SZPU–9 fedélzeti telefon, MRP–56 markervevő. Kivétel az RKL–41 típusú rádióiránytű, illetve a KXP–756 típusú transzponder. Szárnyai alá két-két egyenként 250 kg teherbírású fegyverfelfüggesztő csomópont került. Ezekre légibombák, UB–16-os, nem irányított rakétákat tartalmazó blokkok, vagy akár R–3SZ passzív infravörös önirányítású légiharc-rakéták, illetve tüzelőanyag-póttartályok is függeszthetők. A változatból 1975. és 1985. között 394 darab épült.

### L–39ZA
A ZO továbbfejlesztett változata, amely felderítésre is alkalmas. A ZO változatból továbbfejlesztett ZA prototípusa az X–10-es 1976 szeptember 11-én, míg az X–11-es 1977. május 16-án repült először. A gép célzóberendezése módosult. Az ASZP–3NMU–39 giroszkópos célzóberendezés alkalmas az új feladatok ellátására is. Az L–39ZA-t felszerelték a MiG–21-esen, 23-ason és a 27-esen is alkalmazott GS–23 kétcsövű gépágyúval, melyhez 150 lőszert javadalmaztak. Függesztményei között megjelent a felderítő konténer is, amellyel képes felderítő feladatok ellátására is. Egészen 1994 végéig gyártották, az össztermelés 208 db gép volt.

### L–39 ZA/ART
A ZA izraeli elektronikával továbbfejlesztett változata. Az izraeli Elbit cég szállítja a gép navigációs és fedélzeti fegyverek kezelésére szolgáló új elektronikus rendszerét. Megváltoztatták a fékrendszer vezérlését. Lehetővé vált a szárnyak alá 4 db 350 literes póttartály függesztése. Thaiföld 36 db vásárolt az L–39 ZA/ART-ból.

### L–59 Super Albatros (L-39MS)
A ZA korszerűsített avionikájú és hajtóművű változata. Az X–12 1985-ben repült először. Megváltozott gép kijelzőrendszere. Az újonnan beépített szemmagasságú kijelző és a műszerfalon lévő display navigációs és fegyverzeti eszközökkel együttműködve látja el a pilótát a megfelelő információkkal. A gép irányíthatósága hajtóműleállás esetén is biztosított. Erre a célra az L–39-es Zafír indítóhajtóművét építették át úgy, hogy a hidraulikus szivattyút és a vészgenerátort is meghatja szükség esetén. Az L–59 új hajtóművet kapott, a Lotarjev D–2 gázturbina nagyobb tolóerőt, jobb repülési tulajdonságokat és nagyobb végsebességet eredményez. Új VS–2 katapultülést kapott. Az L–59 képes NATO szabványú fegyverek hordozására sőt, a francia R550 Magic infravörös önirányítású légiharc-rakétával már 1992-ben a nemzetközi porondon is bemutatták.

### L–139 Albatros 2000
Ebbe a változatba már számos nyugati eredetű részegység került, pl.: Bendix-King gyártmányú avionika, Flight Visions szemmagasságú kijelző (HUD) vafy EFIS többfunkciós kijelző a műszerfalon, ezzel típus exportpiaici esélyeit próbálták növelni. A gépbe egy Garett TFE 731-4 típusú amerikai gyártású hajtóművet építettek ennek teljesítménye nagyobb volt az Albatros AI-25-ösénél, viszont a Super Albatros DV-2-esénál kisebb. Mindössze egyetlen prototípus épült, amely 1993-ban repült először.

### L–39NG
Modernizált változat, melyet Williams FJ44 gázturbinás sugárhajtóművel szereltek fel. ÚJ avionikai berendezéseket és szárnyakba integrált üzemanyagtartályokat kapott. Az új technológiai megoldások tesztelésére szolgáló L–39CW 2015 szeptemberében repült először. Sorozatgyártását 2018 végétől tervezi az Aero Vodochody.

## Fegyverzet

### Gépágyú
A C és a ZO változatnak nem volt beépített fegyvere. Mivel az L–39-est nem úgy tervezték, hogy legyen hely a gépágyú számára ezért a GS–23-as az orrfutó mögött a gép hasa alatt kapott helyet. A fegyvert bármikor könnyen el lehet távolítani. Ez a gépágyú volt többek között a MiG-21-es késői változataiba és a MiG-23-as vadászgépbe is beépítve. A GS–23-as Gast-rendszerű, kétcsövű, a típusjelzéssel megegyezően 23 mm-es gépágyú. Elméleti tűzgyorsasága 3000–3400 lövés/perc, ez olyan nagy, hogy az L-39-esbe behevederezett 150 lőszert pár másodperc alatt kilőtte, ezért a pilótának nagyon jól kellett céloznia, itt előnyt jelentett a vadászbombázókhoz képest a gyakorlógép kisebb sebessége. Bár biztonsági okokból nem lehetett tüzelni vele 350 km/h alatt. Mivel a magyar gépek ZO változatúak voltak, ezért nem használhatták a fegyvert. Az Albatrosokra nem integrálták az UPK-23-250 sem a SZPPU–22 gépágyúkonténert, melyekbe szintén a GS-23 volt beépítve.

### UB–16–57 rakétablokk
Az L–39ZO és ZA fő fegyvere amelyben, 16 darab 55 mm-es SZ–5 nem irányított földi célok elleni rakéta található. A fentebb említett változatok egyidejűleg négy UB-16-ost hordozhatnak, a C-k kettőt. A kisméretű és hatóerejű fegyver területszórásra volt alkalmas puha célok ellen. Nagy a hasonlóság közte és a II. világháborús R–4M német rakétákkal, melyet az Me 262 vadászgépek alkalmaztak. A magyar gépek 2005-től használták éles lövészeteken a MiG–21-től megmaradt SZ–5 rakétákat.

### Egyéb függesztmények
Az L–39-es 50, 100, 250 és 500 kg-os szovjet gyártmányú bombákat is bevethet. Ezek vagy szabadesésűek vagy, ejtőernyővel fékezettek lehetnek. Fél tonnásból csak kettőt, 50 kg-sból akár nyolcat lehet a gépre függeszteni. A "harciasabb" változatok alkalmazhatnak R–3SZ vagy R–60 kis hatótávolságú infravörös önirányítású légiharc-rakétát is, az L–59-esről már a modernebb francia R550 Magic-t is lehet indítani. Sem a bombák, sem a légiharc-rakéták nem terjedtek el úgy, mint az UB–16-os rakétablokkok. Miként PFK–5 felderítőkonténer sem. Az L–39ZA ezzel az eszközzel 200 és 10000 méter közt repülve végezhetett felderítést, öt kamerával. Tüzelőanyag-póttartályból 350 és 150 l-est alkalmazhatnak, bár a C változatú gépek csak a kisebb változatot bírják el.

## Megrendelő és üzemeltető országok

### A Varsói Szerződés tagállamai

#### Szovjetunió és utódállamai

##### Orosz Légierő
A legyártott 2800 darabos összmennyiségből a többség – több mint 2000 darab C altípus – a Szovjetunióba repülőcsapataihoz került, az L–29-est váltották le velük. Az országba kiutazó magyar, valamint a többi külföldi pilótát is ezen a típuson képezték, mielőtt a SZU-tól megrendelt vadászrepülőgépeken (MiG–21, MiG–23 stb.) folytatták volna a tanulást. Ma már csak 500 db gép maradt üzemképes, a Légierő a Jak–130 típusra fogjak lecserélni őket, amely 2009 végétől folyamatban van. Oroszország-ban 2008-ig tizenhat Albatros semmisült meg balesetben, legkevesebb kilenc pilóta halálát okozva.
A típust használja a Légierő Rusz (Pycь) nevű műrepülőcsoportja is. 2001-ben két gépük összeütközött, egy pilóta meghalt. A baleset pilóta hibája és az erős szél miatt következett be. 2009-ben a műrepülőcsoport komoly üzemeltetési problémákkal küzdött, tartalék hajtóművek és alkatrészek hiányában kérdésessé vált a további repültetés lehetősége (2009 novemberére a tíz szükséges hajtóműből kettő állt rendelkezésükre).

##### Abház Légierő
2009 decemberében négy L-39C-vel rendelkeztek. Van olyan gép, aminek a festése nagyon hasonlít a grúz Albatroszokéhoz, így lehet, hogy ezt (ezeket) Grúziától zsákmányolták 2008-ban.

##### Azerbajdzsáni Légierő
Az Örményországgal vívott háború során a kevés támadógép miatt bevetették az Albatroszokat is. Több gépüket lelőtte az ellenség légvédelme. Kb. 12 L–39C-vel rendelkeznek, ebből kettő repülőképes.

##### Észt Légierő
Az Észt Légierő két darab L–39 repülőgépet használ kiképzésre és földi tűztámogató feladatkörben. A gépeket a Lett Légierő pilótáinak kiképzésére is használják. A gépeket 2011-től négy évig a K. S. AVIA lett cégtől lízingelte Észtország. 2015-től az Aerohooldus OÜ és a SKY LLC. cégetől lízingelik a gépeket. Az észt L–39-esek az Ämari légibázison állomásoznak.

##### Grúz Légierő
Legkevesebb 35 C változatú géppel rendelkezik. 2007-ben Ukrajnától vásárolt 8 Albatroszt  Archiválva 2008. szeptember 28-i dátummal a Wayback Machine-ben. Egyes források szerint jelenleg 7 repülőképes L–39-essel lát el aktív szolgálatot. 2008-ban a heves orosz légicsapások során több gép megsemmisülhetett, de ezt a grúzok tagadják. A kaukázusi ország albatroszai kétfajta zöld színt viselnek.

##### Kazah Légierő
Még a '90-es években szereztek be néhány példányt Oroszországtól. Az ipari szintű nagyjavítást Ukrajnában szokták végezni. Az aktöbei katonai akadémián teljesítenek szolgálatot, Aktöbe repterét a kiképzőgépek mellett, civil utasszállítók is használják. Ha eldől, hogy a növendék nagy sebességű típusra kap kiképzést akkor a légcsavaros Jak-18 után kb. évi hatvan órát repül albatroszon mielőtt harci gépre kerülne. A kazah L-39-esek szokatlan égszínkék festést viselnek.

##### Kirgizisztáni Légierő
Száz körülire tehető azoknak az Albatroszoknak száma, melyek Kirgizisztánban maradtak, az ország megalakulásakor. A '90-es évek elején eladtak néhány gépet Litvániának. Jelenleg csak néhány kirgiz L-39-es repülőképes.

##### Litván Légierő
Szovjetunió összeomlásakor Litvánia 4 darab L–39C-t vásárolt Kirgizisztántól. Majd 1992-ben és 1995-ben még két gépet szerzett be közvetlenül a gyártótól, ezek a Nigéria által át nem vett ZA-kból kerültek ki. Először ezek az eredeti nigériai környezethez illő terepfestéssel szolgáltak, majd átfújták őket szürkére. Pár évvel ezelőtt a C-ket kivonták. 2011. augusztus 30-án az egyik ZA a zokonai légibázis közelében összeütközött a NATO balti légi rendészeti missziójának feladatát ellátó egyik francia Mirage 2000C-vel. A Mirage pilótájának sikerült leszállnia a sérült géppel, de az L–39-es erdős területen földbe csapódott, miután a személyzete sikeresen katapultált. A litván légierőnek a megmaradt egy darab L–39ZA-ján kívül nincs sugárhajtású repülőgépe. A megmaradt L-39-es a Siauliauli bázison települ, gyakran játszik légtérsértő „agresszort” a balti államokat védő NATO vadászrepülőgépek számára.

##### Örmény Légierő
Az ország függetlenné válásakor két darab L-39-est örököltek. Az Örményországban is népszerű típusból 2004-ben még kettőt, majd 2010-ben ismételten két példányt szereztek be Ukrajnától. Ezek a régi gépekkel teljesen szinte megegyező C-k voltak, ennek ellenére nemrég ellátták őket a ZA-kon használt törzs alatti gépágyúkonténerrel. A fiatal növendékek 50-60 órát repülnek albatroszon. De van, hogy az alacsony pilótaigény miatt a hajózóképzés több évig szünetel, ez nem azt jelenti, hogy addig nem repülnek a Gumri bázison szolgáló L-39-esek.

##### Ukrán Légierő
Az Ukrán Légierő 36 db C-vel rendelkezik. 2009 végén megkezdték az L-39M1 korszerűsített változat berepüléseit. A program kezdetekor a gyár három Albatrost vett át, melyeken kísérletezések folytak. A mérnökök a modernizációs program során, számos új technológiát kipróbáltak. A részleges modernizáció során az első lépcsőben korszerűsítették a gép hajtóművét, amelynek tolóereje 130kp-val lett több, a másodikban kicserélték a gép hajtómű hőleadó jelzőjét, mely ezáltal háromszor pontosabban méri a kiáramló gázok hőmérsékletét. A harmadik lépés célja, hogy ezeket az új fejlesztéseket úgy állítják be, hogy a fejlesztéseknek köszönhetően javuljon a gép manőverező képessége.[forrás?]Az ukrán légierő fennállása óta négy L-39-est vesztett. Az első 1996-ban, míg a második 2004-ben zuhant le. 2023 májusában további két Albatrosz ütközése három pilóta halálával járt.

##### Fehérorosz Légi- és Légvédelmi Erő
Jelenleg mindössze 10 fehérorosz Albatrosz repülőképes. Ezt a típust repüli a White Rus nevű műrepülő csoport is. Az összes aktív gép élénk nemzeti színekre van festve, mind a gép alsó és felső részén egy fehér madár látható. 2006 júniusában egy gép balesetben megsemmisült.

##### Üzbegisztáni Légierő
A szovjet légierőtől örökölt L–39-esek közül hat darabot nagyjavítottak Csehországban az Aero Vodochody üzemében egy 2018-ban aláírt szerződés alapján. Az utolsó gépet 2021 februárjában adták át. A nagyjavítás során új, modern típusúra cserélték a fedélzeti rádiót, a rádiónavigációs rendszert, a rádióiránytűt és jegesedésre figyelmeztető rendszert is. A gépek középszürke színt kaptak, sárga kiegészítőkkel és kék oldalszámmal. A gépek az ország központi részben található Balkas-tó partjánál fekvő azonos nevű város légibázisán állomásoznak.

##### Csecsen Légierő
Több L-39-est örököltek, de az orosz légicsapásokban ezek nagy része megsemmisült.

#### Bolgár Légierő
Bulgária 36 ZA-t rendelt. Az első 1986-ban érkezett meg. 1997-ben hat gépet eladtak Kambodzsának, további hetet pedig az USA-ba civil üzemeltetőknek. 2006-ban tizenkét gépen nagyjavítást végeztek az Aero Vodochody segítségével. Csak egy baleset történt 1990-ben, a pilóta hibájából leállt a hajtómű, sajnos nem tudták újraindítani, a gép lezuhant, mindkét pilóta meghalt.

#### Csehszlovák Légierő
Kézenfekvő volt, hogy a típust először Csehszlovákia állította hadrendbe. Az Aero L–39 Albatros 1971-ben állt szolgálatba a Kassai repülő akadémián, ekkor még AI-52W típusú hajtóművel repültek, majd ezen az öt gépen is kicserélték AI-25LT-re az erőforrásokat. A csehszlovák légierő a ZO-n kívül az összes alapváltozatot rendszeresítette (ha a ZA/ARTot nem vesszük), volt hat L-59-esük is, bár ők L-39MS-nek hívták. 1990 volt az utolsó év, amikor a légierő új L-39-eseket kapott. Néhány magyar növendék is Kassán kapott kiképzést mivel itthon már 1984-ben kivonták az L-29 delfint, így a néphadsereg egy ideig sugárhajtású kiképzőgép nélkül maradt. A csehszlovák légierő számára leszállított 72 Albatros változata és szállítási évének felosztása a következő volt:
- C: 1971-1989 között 36 darab
- V: 1976 6 darab
- ZA: 1980-1990 között 30 darab.[2]

##### Cseh Légierő

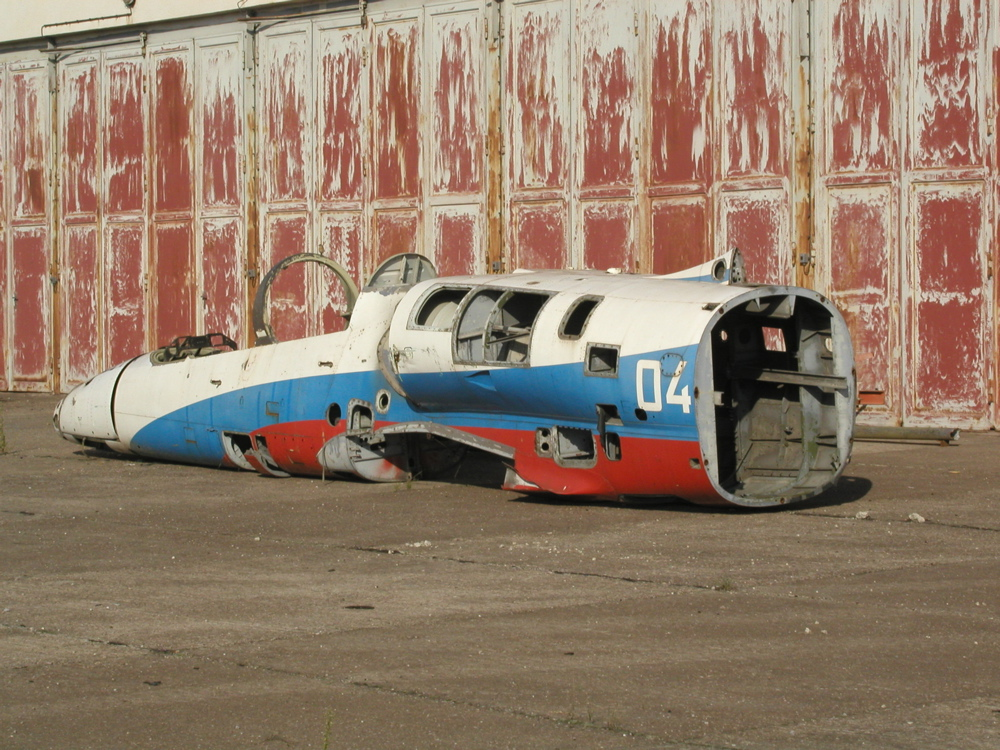
Egy beolvasztásra váró, egykor a Biele Albatrosy által használt gép.

A cseh légierőbe Csehszlovákia szétválása után összesen 42 db Albatros került, ezek kezdetben több különböző légibázison állomásoztak. A 4 db MS változatú gép először Pardubice, majd a Prága melletti Kbely repülőterén teljesített szolgálatot, de a '90-es évek közepétől nagyon keveset repültek, majd 2001-ben végleg kivonták a változatot a rendszerből és egy USA-beli civil üzemeltetőnek adták el őket. A ZA változatú gépeket egy idő után Caslav légibázison vonták össze, a c-kkel ellentétben ZA változaton meghagyták a klasszikus terepfestést. 2008-ban az L-39-es Albatros első repülésének negyvenedik évfordulója alkalmából az egyik ZA speciális díszfestést kapott, a függőleges vezérsík egyik oldalára Jan Vlcek főtervezőt míg a másikra egy sirályt festettek fel. Eddig négy cseh Albatros szenvedett balesetet , legutoljára 2010 júliusában zuhant le egy gép műszaki hiba miatt, a pilóták katapultáltak. Ezután a baleset után végleg leállítottak 5 L-39-est, ezzel 4 ZA-ra esett vissza a cseh Albatroszok száma, majd 2016-ban ismét leállítottak egy példányt, az utolsó három még repülőképes ZA-t 2019-ben vonták ki egy Caslavban rendezett nyílt nap keretében. A Pardubicén repülő C változatok közül 1999-2000-ben 8 db-t nagyjavítottak és kis mértékben moderznizáltak, ezek a gépek akkor új szürke színekből álló kamuflázst kaptak, amely hasonló az L-159 ALCA gépeken is alkalmazotthoz. A C-k 2004-ben az akkor megalakuló LOM Praha nevű, a cseh védelmi minisztérium tulajdonában lévő céghez kerültek, amely a cseh légierő számára képez pilótákat. A cég 2021-ben még 7 db C változatú gépet használt, amelyek ekkora már egy következő nagyjavításon is átestek. A továbbra is Pardubice repülőterén állomásozó gépek nem a hadsereg állományába vannak, ennek ellenére megtartották a katonai felségjelzést és regisztrációt.

##### Szlovák Légierő
Csehszlovákia szétválása után Szlovákia 21 darab L–39 típusú gyakorlógépet kapott, ebből a két MS változatú gépet nem sokáig használták, azok gyorsan az USA-ba kerültek, ahol civil üzemeltetőknek adták el őket a szlovákok. A ZA változatú gépek vegyesen Trencsény és Malacka repülőtereire kerültek, majd 1995-ben a szliácsi légibázisra helyezték át őket. A C-k és V-k kezdetben Kassán repültek. Pár évig itt működött az L–39C-ket repülő Fehér Albatroszok (Biele Albatrosy) nevű műrepülő kötelék. A csapat Csehszlovákia különválása előtt alakult meg. Először hat, majd héttel géppel repültek. 1996-ban két gép összeütközött, az egyik gép pilótái sikeresen katapultáltak és szerencsére komolyabb baj nélkül túlélték balesetet, a másik gép pilótái pedig sikeres kényszerleszálást hajtottak végre. Emiatt az esemény miatt ebben az évben szinte nem is repültek bemutatókat. Télen pótolták a gépeket és 1997-ben már ismét hét albatrosznak tapsolhatott a közönség. Négy évvel később viszont Lubos Novák őrnagy már nem volt ilyen szerencsés, földnek csapódott gépében lelte halálát. Az immár ismét hat gépes Hradec Kralove-i CIAF-on tartott bemutatóról hazajövet életét vesztette Peter Lele csapatmenedzser is, autóbalesetben. A fekete évet már soha nem heverték ki, a 2001-es szezonnak már csak öt L-39-essel vágtak neki. 2002-ben tartották utolsó bemutatójukat. 2003-ban még azt ígérték, hogy újra repülni fognak a gépek nagyjavítása után, de 2004-ben pénzügyi okok miatt a csapat feloszlott. Magyarországon is többször tartottak bemutatót utoljára a Siófok-Kiliti repülőtéren megrendezett II. Kötött Géposztályú Műrepülő Európa-bajnokság légiparádéján szerepeltek. Az élénk festésű gépek egy része a csapat megszűnése után is tovább repült a légierőben. A gyakorlógépek másik része terepszínű volt, ezek közt is két fajtát láthatunk a szlovák albákon.
A 2000-es évek elején az összes szlovák Albatros Szliácsra került, a gépeket ez idő tájt ZAM és CM változatúakra modernizálták, a két V változatú gép 2006-ban, ill. 2007-ben került kivonásra.
A magyar pilóták eleinte csak akkor mehettek a kanadai kiképzésre ha elegendő órát repültek valamilyen jet típuson. Emiatt 2002 szeptemberétől Szlovákiába utazott tíz fő, akik számára a Magyar légierő fejenként hatvan óra repülési lehetőséget bérelt L–39-esen. A szlovák légierő 4705-ös oldalszámú L–39ZA gépével Vadas Jenő alezredes és Molnár Tibor főhadnagy 2002 október 29-én gyakorlórepülésre szállt fel, a gép hajtóműve leállt. A két pilóta sikeresen katapultált, a gép lakatlan területen csapódott be és elégett. A szlovák légierő viszonylag rövid története alatt eddig öt L-39-est vesztettek. Ez manapság meglehetősen rossz statisztika. Az említett esteteken kívül még 2000 szeptemberében műszaki hiba miatt a 3095-ös oldalszámú ZA változatú gép zuhant le, 2018-ban pedig a 4711-es gép szenvedett balesetet a hajtómű leállása miatt, a pilóták mindkét esetben sikeresen katapultáltak. 2010-es években a flotta ismét fokozatos nagyjavításon esett át, amit a korábbiakhoz hasonlóan a trencsényi LOTN légijármű javító üzemben végeztek el. a gépek ekkor új, szürke színekből álló kamuflázst kaptak, ekkor az 5031-es oldalszámú CM függőleges vezérsíkjára Otto Smik szlovák származású, a második világháborúban a brit RAF kötelékében szolgáló pilóta került felfestésre. 2021-ben hat modernizált CM és három ZAM állt szolgálatban a szliacsi bázison.

#### Magyar Légierő

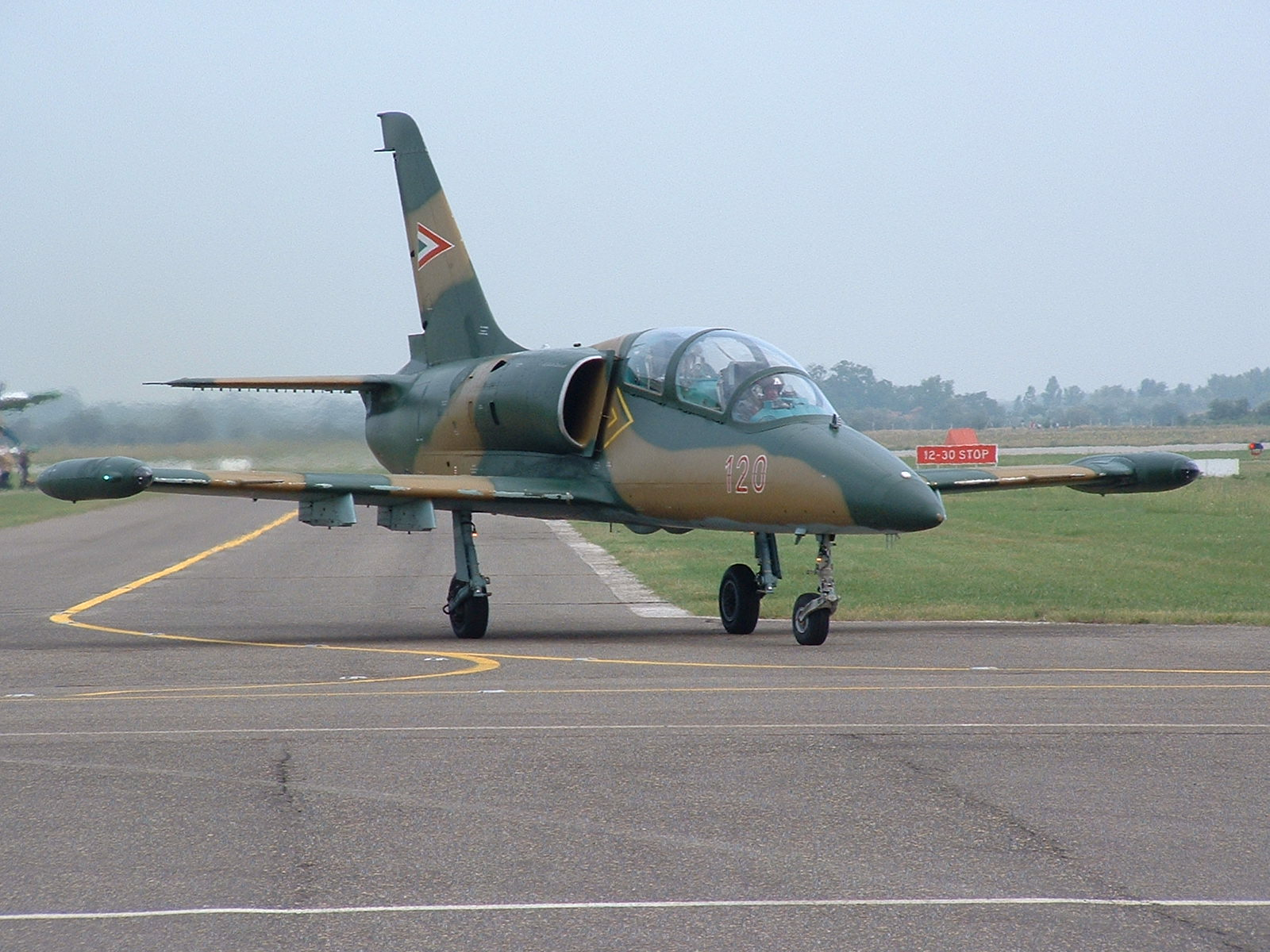
A 120-as oldalszámú magyar L–39-es a Pestvidéki Gépgyárban kapott festéssel

A Magyar Néphadsereg repülőcsapatainál nem rendszeresítették a típust, elődje, az L–29 Delfin kivonásával a kétüléses MiG–21UM-mek vették át a pilótakiképzési feladatokat az 1989–1990-es rendszerváltásig. Azt követően a Magyar Légierő 1993-ban kapott az egykori Keletnémet Légierő hagyatékából 24 darab L–39ZO repülőgépet, ebből 20 gép állt szolgálatba , a maradék 4-t tartalék alkatrésznek szánták. 1993 végétől a Dunai Repülőgépgyár Rt. tököli hangárjában keltek új életre, az üzembe helyezés a gyártó segítségével történt. 1994 március 3-án repült először L-39-es magyar felségjellel. Az első elképzelések szerint az Albatroszok a szolnoki Kilián György Repülő Műszaki Főiskolában szolgáltak volna, de végül Kecskemétre került a frissen megalakult szárnyas csikó század. A magyarországi hajózóképzés 1995-ben indult be. 1997 végén egy amerikai akciófilmben szerepeltek albáink (L-39-es hazai beceneve). 1998-ban nagyjavításon estek át, ekkor GPS-t és NATO-kompatibilis IFF berendezéseket kaptak. Ekkor már csak 12 Albatroszt újítottak fel, a többit már ekkor is szintén csak alkatrészforrásnak használták. 2001-ben eldőlt, hogy korszerű nyugati harcigépet rendszeresítünk, amely azonban más kiképzési filozófiát igényel. Ezért 2002-től Kanadában kerül sor a képzésre, de ez nem jelentette az L-39-esek kivonását, hiszen a gazdaságosan üzemeltethető gépeken a harcigépek pilótái is gyakran kaptak kiegészítésnek repülési lehetőséget. Az aktív Albatroszok száma 2004-ben nyolcra csökkent. Az L-39-eseket fegyvertelenül kaptuk, de 2005-től a MiG-21-esek készletéből megmaradt UB–16-os blokkokból induló SZ–5-ös rakétákat gyakran használták éleslövészeten. 2005-ben is átesett egy üzemidő-hosszabbításon a flotta.
A 2009-ben még szolgálatban álló néhány darab L–39ZO repülőgépet a Magyar Honvédség december 1. és 2010. június 30. között fokozatosan vonja ki. A típus három – 136, 128 és 119-es oldalszámú – példánya ünnepélyes keretek között 2009. november 25-én tartotta meg búcsúrepülését Kecskeméten, az MH vitéz Szentgyörgyi Dezső 101. Repülődandáron. A kivont gépekből egy példányt oktatási célból a Zrínyi Miklós Nemzetvédelmi Egyetem Repülőműszaki Oktatásbiztosító Központja kap, egy darab a Hadtörténeti Intézet és Múzeum Szolnoki Repüléstörténeti Gyűjteményéhez kerül, egy gépet pedig a kecskeméti MH Légijármű Javítóüzem kapott meg. A több kivont gépet hatástalanítás után értékesítették.
Egy gép 1995. július 25-én Abony közelében, műszaki hiba miatt zuhant le, a pilóták sikeresen katapultáltak. 1997-ben a 120-as oldalszámú gép hajtóműve leállt, de Peszeki Zoltán százados és Guti István őrnagy a kis magasság ellenére nem katapultált, hanem az újraindítással próbálkoztak, ami 50 méteren sikerült. 2005. október 6-án Hegedűs Ernő gépe madárral ütközött, de a pilótának sikerült hazavinnie a gépet. 2008. június 20-án Fehérgyarmat közelében zuhant le egy albatrosz gyakorlatozás közben. Janicsek András és Ignácz Zoltán azonnal meghalt.

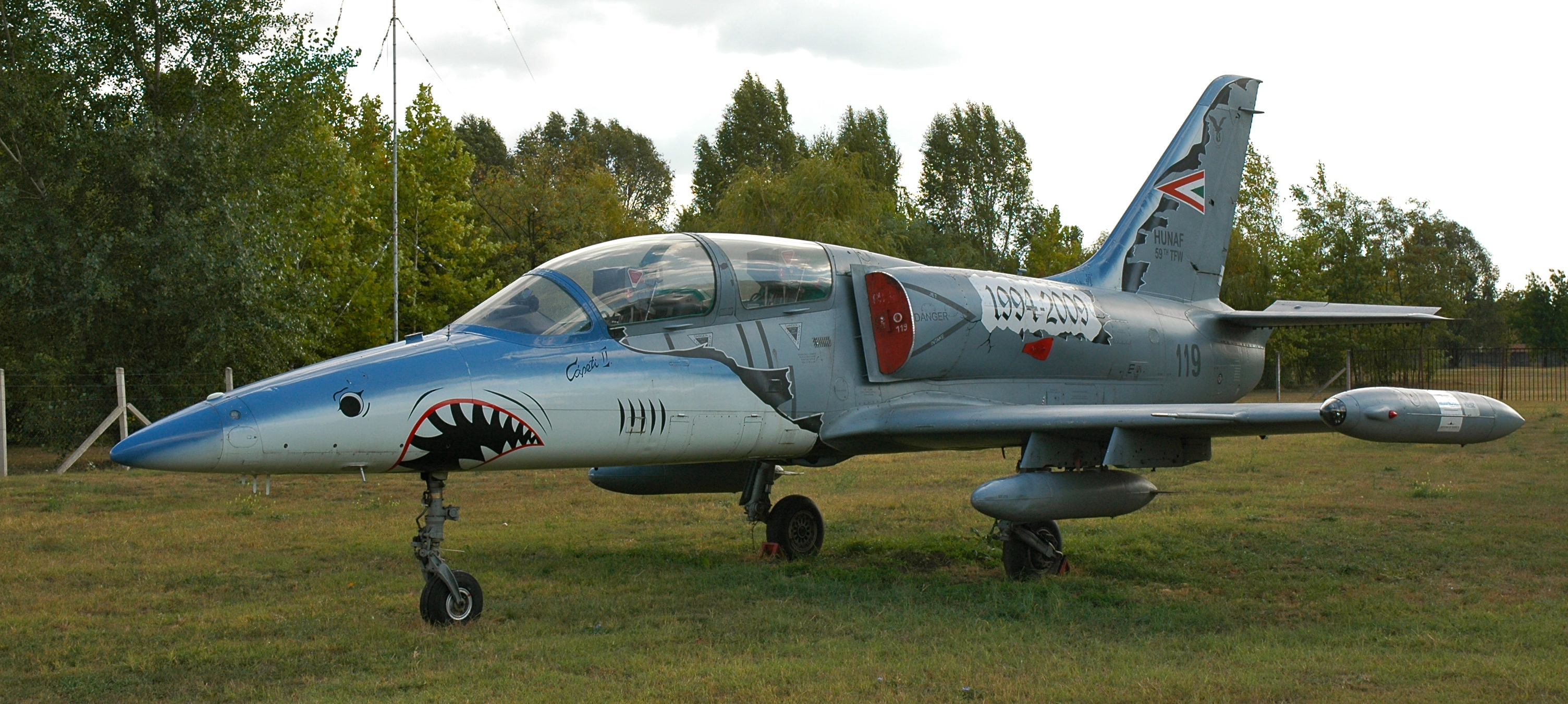
A 119-es oldalszámú Cápeti II a szolnoki repülőmúzeumban

Üzembe helyezésük után a magyar Albatrosok az eredeti klasszikus NDK-s festéssel repültek (világosbarna-barnászöld), a gyártási szám utolsó három számából álló oldalszám a szélvédő alá került. Az 1998-as nagyjavításkor a gépeket átfestették őket a Dunai Repülőgépgyár Rt. színeire (középbarna-sötétzöld), valamivel sötétebb színük volt mint a MiG-21-eseknek, ekkor a póttartályok nagy részét is átfestették, bár néha lehetett látni az újabb festésű gépeket is régi NDK-s póttartállyal. A 2005-ös kecskeméti repülőnapra a 119-es oldalszámú gépet speciális darázs festéssel látták el majd elnevezték Züminek. A népszerű L-39-est egy tábornok parancsa miatt átfújták a Gripenéhez hasonló szürkére. Ez nem tartott sokáig ugyanis a 2007-es repülőnapra egy a gépből kibúvó cápát festettek fel rá. A 135-ös terepfestésű Albatrosz első részére a 119-essel megegyező kibúvó cápa viszont a függőleges vezérsíkjára az ország lobogója került, a felségjelet áttették a szárny és a vízszintes vezérsík közé. Az oldalszám mindkét esetben a beömlőnyílás mögé került. A mesehősök és a "90"-es évek elejei szintén cápás festésű MiG-21-es után az előbbi Cápeti II, míg az utóbbi Cápali nevet kapta.

#### Keletnémet Légierő
A Keletnémet Légierőben egy ezredben állt rendszerben, összesen 50 gépet szereztek be. A FAG–25 „Leander Ratz” ezred a Drezda melletti Bautzen repülőterén települt, az első gépek ide 1977 végén érkeztek meg, 1978-ra számuk elérte a 48-at. 1982-ben további 4 repülőgépet kaptak, ebből két gép L–39V célvontató volt. A típussal két katasztrófa történt, 1988. július 4-én a '172'-es, 1989. június 12-én a '156'-os lajstromszámú repülőgép zuhant le, összesen három pilóta halálát okozva. Az ezredet 1990. december 22-én oszlatták fel. 1993-94 folyamán 24 repülőgépet Magyarországnak adtak át.

#### Román Légierő
A Román Néphadsereg 32 darab L–39ZA Albatrost vásárolt az elöregedett L–29-flotta leváltására. A román légierő volt az egyetlen ahova a ZA változatú gépek nem terepszínű álcázófestéssel hanem, natúr fémszínnel érkeztek meg, az oldalszám pedig a pilótafülke alá került hasonlóan a magyar gépekhez. Később egy nagyjavítás során a gépeket átfestették szürkére, de a jellegzetes piros oldalszám megmaradt. Az elsőt 1981-ben, míg az utolsót 1985-ben adták át.
A rendszerváltást követően a kétezres évek elején tizennégy Albatrost eladtak polgári üzemeltetőknek. A gépek a boboc-i hajózóiskolában repültek. 2003-ban áttelepültek Bacău-ra, mivel a boboc-i bázist felújították. 2007-ben repültek vissza, de ez év végén kivonták a típust. Romániának túl sok felesleges kiképzőgépe volt és érthető módon a hazai gyártású IAR 99 Şoimot tartották továbbra is üzemben. 1997. augusztus 26-án a 118-as oldalszámú géppel Ion Stan és Gheorge Cretu azt a programot gyakorolták, amit a repülőnapokon szoktak előadni, mikor az L–39-es földnek csapódott. A hajózók nem élték túl a balesetet, Romániában ez volt az egyetlen balesete a típusnak.

### Afrikai országok

#### Algériai Légierő
Algéria légiereje 47 db ZA-t és 7 db C-t vett át 1987 és 1995 között. 2005-ben 23 darab aktív gép volt üzemben. 2010-től üzemidejüket meghosszabbították, a Jak–130-asok megrendelése ellenére. Ezért valószínű sokáig együtt fognak szolgálni. 2002-ben megsemmisült az egyik ZA-juk, a két pilóta életét vesztette. Az algériai gépek kétszínű sivatagi festést viselnek. Még a 2000-es évek elején is megvették a Nigéria által visszautasított Albatroszokat.

#### Angolai Légierő
Találkozni olyan forrással is miszerint Angola légiereje nem is rendelkezik Albatroszokkal, viszont egy nemrég megrendezett repülőnapon 3, jó állapotú angolai Albatrosz is levegőbe emelkedett. Ezeket valószínű, Szu-22-es csapásmérő repülőgépekkel együtt vásárolták Szlovákiától.. A gépek kétféle zöldek, kis méretű piros oldalszámuk a pilótafülke alatt helyezkedik el.  A gépek teljes száma ismeretlen.

#### Egyiptomi Légierő
Az egyik csádi háború idején zsákmányolt 11 L-39ZO közül végül tíz Egyiptomba került ahol hamarosan rendszerbe is állították őket. Nem sokkal ezután 49 L-59-es vásárlásáról döntöttek. Egyiptom számára kifejlesztettek egy eltérő elektronikájú változatot, ez volt az L-59E. Egy gép még a berepülés során Csehországban balesetet szenvedett, ezt nem pótolták, így 1993-ban és 1994-ben már csak 48 szuper Albatroszt adtak át az egyiptomi légierő számára. Az üzemeltetés során még egy gépet vesztettek, de ezt már otthon. A tíz régi ZO-k közül már nem mind repül, hamarosan a még üzemelő L-39-eseket is kivonják. A szuper Albatroszok közül még szinte az összes aktív, bár állapotuk fokozatosan romlik és ma már egyre kevesebb órát töltenek levegőben évente.. Mindkét típus a Nílus parti El-Minyai légibázison üzemel. 

#### Etióp Légierő
1983-ban tíz Albatrosz érkezett meg, 1988-ban ezt követte szintén tíz Albatrosz, 1991-ben az utolsó hat etióp L-39-es is elhagyta a gyártósort, az összes gép C változatú volt. Köztudott, hogy az etióp-eritreai konfliktus során Etiópiában szolgáltak orosz zsoldos pilóták, az már kevésbé, hogy ezek oktató feladatot is elláttak. 1998 novemberében az egyik orosz oktató meg is halt, amikor albatroszukat tévedésből lelőtte az etióp légvédelem, a növendék is életét vesztette. 1994-ben az egyik gép lezuhant a pilóták életüket vesztették. 2000-ben pedig a hajtómű leállása miatt vesztettek egy gépet, az egyik hajózó sikeresen katapultált, de a másik óriási balszerencséjére az ő katapultülése nem működött így ő a gépben lelte halálát. A még aktívan repülő L-39-esek mennyiségében eltérés van az egyes források között, valakik szerint tíz míg mások szerint tizenhét Albatrosz üzemel.

#### Egyenlítői-Guinea-i Légierő
Ukrajnától szereztek 2 darab L-39C-t néhány Szu-25-ös csatarepülőgéppel és helikopterrel együtt. Bioko szigetén, egy Malabóhoz közeli repülőtéren teljesítenek szolgálatot.

#### Ghánai Légierő
Az 1990-es években vásároltak két gépet a fegyverembargó sújtotta Líbiából. Egyes információk szerint az Albatroszok ZO-k voltak, de egy fotódokumentum azt bizonyítja, hogy C változatúak. Az L-39-eseket egy nagyjavítás során már átfestették földbarna-sötétzöldre. A két ghánai gép valószínűleg 2012-ig repült, majd az egyik gép Akkra légibázis bejáratánál lett kiállítva.

#### Líbiai Légierő
A legtöbb L-39-est Szovjetunió után Líbia állította rendszerbe. Az első Albatroszt 1978-ban szállította le a gyártó, az utolsó pedig 1983-ban érkezett meg. Ez idő alatt összesen 180 L-39-esre került fel a líbiai felségjel, a líbiai gépek egytől egyik ZO-k voltak. 1987-ben az egyik csádi háború idején Ouadi Doum reptere elfoglalásával a csádiak mintegy tizenegy Albatroszt zsákmányoltak. Ezeket Franciaországba és az Egyesült Államokba szállították, ahol alaposan áttanulmányozták a típust, végül egy híján az összes gép Egyiptomban kötött ki. 1988-ban a Pan Am légitársaság Boeing 747-ese ellen elkövetett szabotázsakció után, melyet Moammer Kadhafi emberei hajtottak végre, fegyverembargót rendeltek el Líbia ellen. Ennek következtében az üzemképes albatroszok száma folyamatosan csökkent. Összesen öt vagy hat L-39-est adtak el ez idő tájt Ugandának és Ghánának. 2003-ban feloldották a fegyverembargót, a líbiai légierő gyorsan egymásra talált az Aeorval és folyamatosan tették újra repülőképessé az Albatroszokat. A polgárháború végeztével egyelőre bizonytalan a líbiai Albatroszok sorsa.

#### Nigériai Légierő
1986-ban és 1987-ben 12-12 Albatroszt érkezett meg az afrikai országba. A leszállított L-39-esek mindkét esetben ZA változatúak voltak. 1990-ben a forradalom után újabb gépeket rendeltek, de mielőtt megkapták volna a gépeket, puccsot hajtottak végre a kormány ellen, ezért visszavonták a megrendelést. Ezek közül 1992-ben és 1995-ben egyet-egyet eladtak Litvániának, a maradékot pedig a 2000-es évek elején értékesítették. Az országban uralkodó zűrzavar és egyéb problémák miatt a légierő hamarosan szinte teljesen működésképtelenné vált. A 2000-es évek elején az új kormány hamarosan megkezdte a légierő újraélesztését. Először a kiképzőgép flotta modernizációjába fogtak bele, így 10 Mb-339-es mellett egy 2007-ben aláírt szerződés alapján 21 L-39-est korszerűsítettek. Nigériában eddig négy L-39-es szenvedett balesetet, egyik albatrosz személyzete sem élte túl a szerencsétlenséget, de érdekes módon egyes információk szerint mind a négy gépen csak egy személy tartózkodott.

#### Tunéziai Légierő
Az Aero 12 L–59-est szállított 1995-ben és 1996-ban Tunéziába, amely a MB–326 régebbi változatait váltotta le. A 2006-ban aláírt szerződés alapján egy évvel később kilenc gép Csehországba repült korszerűsítésre. Tunéziában a típussal eddig nem történt baleset.

#### Ugandai repülőezred
Ghánához hasonlóan Líbiától vásároltak 3, míg mások szerint 4 gépet. Mint a legtöbb helyen, itt is az L-29-eseket váltották le velük. Egyes források szerint 2009-ben Ukrajnában került sor a nagyjavításukra. Ezt látszik igazolni egy 2011 májusában készült videó, egyszerre három gép is a levegőben tartózkodott, a felvétel szerint a gépek kiváló műszaki állapotnak örvendtek. Az ugandai légierő munkáját cseh zsoldos pilóták is segítik.

### Ázsiai országok

#### Afgán Légierő

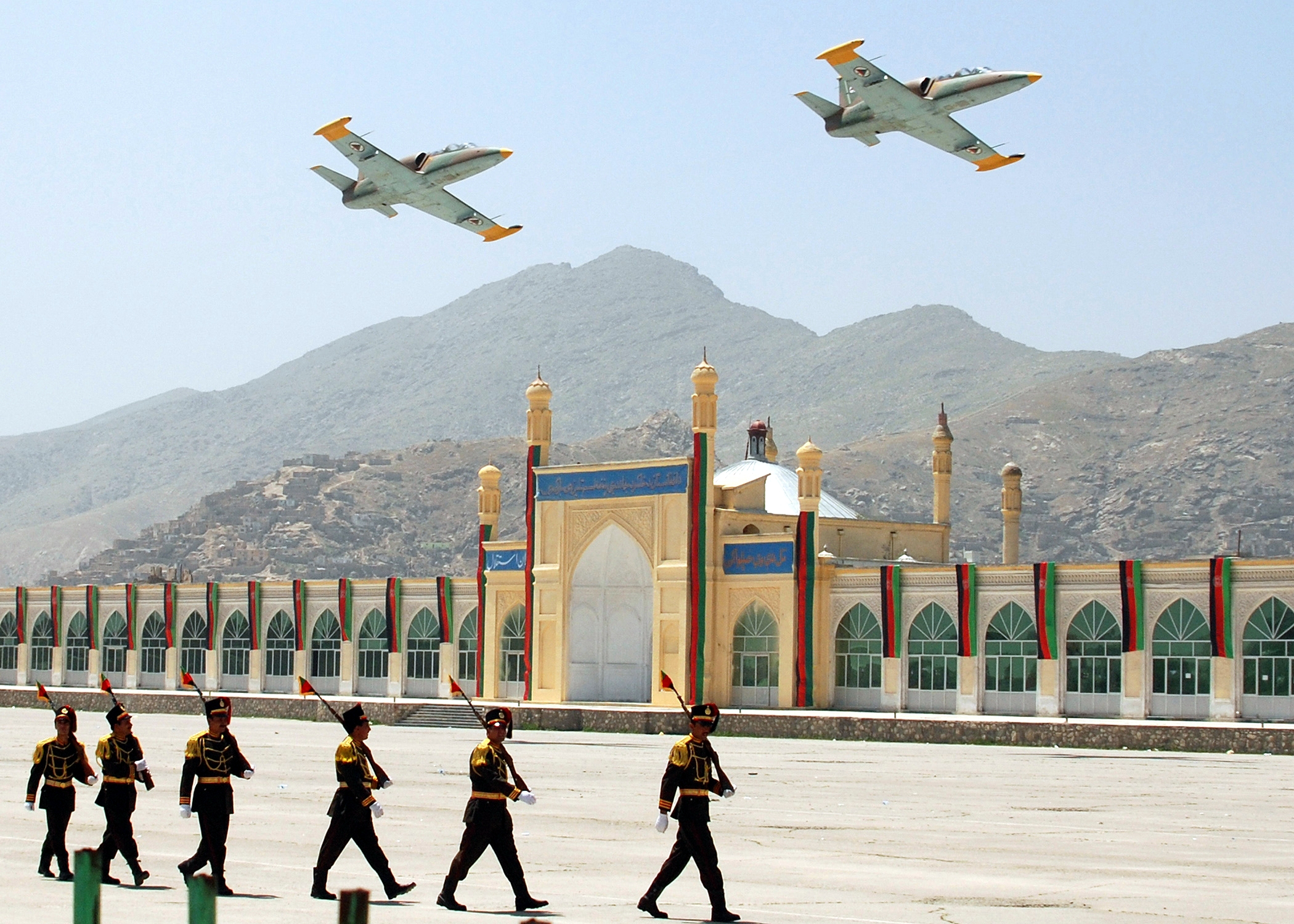
Afgán gépek alacsonyáthúzása.

Afganisztán 1977-ben érkezettek meg az első Albatrosok, ekkor tizenkét gépet vehettek át, majd 1983-ban további hatot, végül 1984-ben az utolsó nyolc gép is szolgálatba állt az országban. A gépek eredetileg fehér kamfulázst viseltek, később kétszínű zöldre változott a festésük. Noha a gépek egytől egyig C változatúak voltak az afgán polgárháborúban mindkét fél bevetette őket. A rendelkezésre álló információk szerint azonos időben táliboknak 4-5 az északi szövetségesnek pedig tíz használható L-39-esük volt. 2007-ben az újraéledő légierő számára három Albatrost hoztak újra repülőképes állapotba, de ezek üzemideje 2013-ban lejár. Ezek a gépek barna- zöld terepfestéssel repülnek.

#### Bangladesi Légierő
Az 1971-ben Pakisztántól különvált, szegény ország szovjet és kínai segítséggel születő légiereje 1991-ben nyolc L-39ZA típusú gyakorlógépet állított hadrendbe. Az Albák a Chittagongi légibázison álltak és állnak szolgálatba még ma is. 2002-ben a gépek nagyjavításon estek át. A bangladesi Albatroszok sötétbarna-világosbarna festéssel repülnek. Az ázsiai országban eddig nem történt a típussal baleset.

#### Észak-Koreai Légierő
Még a 80-as évek elején szereztek be 12 C-változatú gépet. Nem tudni, hogy tudták megoldani az alkatrészhiányt, de akár az is elképzelhető, hogy nincs egyetlen repülőképes gépük sem.

#### Iraki Légierő
Szovjetunió után Irak volt a második külföldi megrendelő, aki megkapta az L-39-eseit. Az első hat gép 1975-ben érkezett meg, majd az év végén további L-39-eseket szállított le a gyártó, de ezek már ZO-k voltak. Az utolsó iraki Albatrosz 1986-ban érkezett meg az országba. Összesen 80 L-39-est vásároltak ebből csak hat volt C a többi mind ZO. A sivatagi vihar hadműveletben mindössze egyetlen Albatrosz semmisült meg. (A gyakorlógépek nem voltak célpontjai a szövetségeseknek.) 1990-ben még kb 65-70 gép repült. Néhány évvel ezelőtt volt róla szó, hogy Afganisztánhoz hasonlóan újra repülőképessé tennének néhány L-39-est de valószínűbb, hogy L-159-est fognak vásárolni.

#### Szír LégierőSzír Légierő
Az Aeor 1980 és 1982 között 55 ZO-t, majd 1983 és 1986 között 44 ZA-t szállított le Szíria számára. Az egy híján száz gépes flotta ma körülbelül 40 gépesre apadt, az Abu ad duhari bázison repül két század L-39ZO (az egyik a légierő 2. százada) a jihari légibázison egy ZA-t repülő század állomásozik, a Rasin el aboudi pilóta iskola az MBB 223 flamingo mellett szintén L-39ZA-t használ. 2005-ben élettartam növelő nagyjavításon estek át a sivatagi festésű szír Albatroszok.

#### Jemeni Légierő
Jemen ellen fegyverszállítási embargó volt érvényben, ezért hosszú ideig vita tárgyát képezte, hogy le e szállítsák a megrendel gépeket. Végül 1990-ben és 1991-ben megkaphatta a jemeni légierő az igényelt Albatroszait. Ezt azzal magyarázták, hogy az L-39C harcra alkalmatlan kiképzőgép. (Ez azért nem teljesen igaz, ha nagyon korlátozottan is, de bevethető, bár minden bizonnyal a Jemen számára szállított gépek elektronikája ezt nem tette lehetővé.) 2010 januárjában gyakorló repülés során egyik gép műszaki hiba miatt balesetet szenvedett, a pilóta katapultált.

#### Kambodzsai Királyi Légierő
Izraeli korszerűsítésen átesett, C változatú gépeket vásároltak. A hat albatrosz 1996-ban és 1997-ben érkezett meg Kambodzsába. Egy gép 1997 decemberében lezuhant. Ma már nem repülnek, a MiG-21-es vadászokkal együtt le lettek konzerválva. Az ország délkeleti részén fekvő Phnom-Penhen volt a bázisuk. Először terepszínű majd egyszínű zöld festést viseltek.

#### Thai Királyi Légierő
A ZA/ART változatot Thaiföld számára fejlesztették ki. 1993 és 1997 között leszállított negyven gép két bázisra települt. A thai légierő kiképzés központja Korat, itt az albatroszok a 101. és a 102. század állományában kaptak helyet, ezen a bázison 2004-ig repült a típus, majd az itteni gépeket az ország északi részében lévő Chiang Mai légibázisra kerültek, ahol a 411. század vette őket használatba. A többi L–39-es Korattól mintegy kétszáz kilométerre fekvő Takhli légibázison repült a légierő 401. századában.
```
2005
-ben az Aero Vodochody huszonöt gépen hajtott végre nagyjavítást.
[
2
]
1996
-ban kettő, 
1997
-ben, 
2000
-ben és 
2001
-ben 1-1 thai L–39-es semmisült meg szerencsétlenségben.
[
3
]
 A 401. század 
2018
-ig repülte a típust, majd ezután az összes még aktív thai L–39-es a Chaing Mai légibázisra került. A típus kivonására 
2021
-ben került sor, ekkor már csak öt gép volt repülőképes állapotban, a búcsúrepülést március 21-én került sor, amit a 401. század két gépe hajtott végre.
[
24
]
```

#### Vietnámi Légierő
Vietnámban 1980-ban állt szolgálatba a típus. Huszonnégy, más források szerint huszonhat L-39C-t szereztek be. Az utolsó 1981-ben kapták meg. A gépek a Nha Trangi 910. ezrednél teljesítenek szolgálatot. A 90-es években alkatrészhiánnyal küszködtek, azt sajnos nem tudjuk, hogy mostanság hány albatrosz üzemel. 2011 végén 2 gép korszerűsítéséről döntöttek, ezzel egy időben az Aero Vodochody szerződést kötött vietnámi céggel 300 alkatrész gyártásáról, a vietnámi albák számára.2005-ben az egyik gépnek leállt a hajtóműve, az egyik pilóta meghalt, de a másik sikeresen elhagyta gépet.

### Amerikai országok

#### Kubai Légierő
Kuba 30 L-39C-t vásárolt. A gépeket 1981 és 1983 között kapták meg. Egyébként az alapképzést a szintén csehszlovák gyártmányú, légcsavaros zlin Z-326-on illetve Z-42-n és Z-142-n kapják meg a fiatal kubai pilóták. Egyes források szerint még 25 albatrosz üzemel Kubában, ez soknak tűnik, mivel a kubai légierőt már hosszú idő óta a alkatrészhiány sújtja (például 16 MiG-29-esből három repülőképes maradt), ezért valószínű, a valósághoz sokkal közelebb áll a nyolc aktív L-39-es. Nemrég napvilágot látott néhány élénk világoskék-világoszöldre átfestett, UB-16-os rakétablokkal és R-60-as légiharcrakétával felszerelt kubai albatroszokról készült kép.

#### Nicaraguai Légierő
A nicaraguai L-39-esek ügye nagyon homályos. Egy biztos: megpróbáltak néhány L-39-est vásárolni Líbiától, de valószínű az üzlet illegális jellege miatt a gépeket szállító hajó rakományát lefoglalták.. De sokak szerint odaért a hajó (vagy szállító repülőgép), valakik szerint 2, mások szerint 6 C vagy ZO változatú gép üzemel ma is a közép-amerikai országban. Egy harmadik a változat szerint három Il–76os és egy C–130-as már kipakolt 17 albatroszt Brazíliában, ekkor a brazilok viszont úgy döntöttek, hogy kimaradnak az üzletből és visszaküldték a gépeket Líbiába. Lehetséges, hogy egy hajó lefoglalása vagy a brazilok vissza lépése után mégis sikerült néhány L-39-est mégis eljuttatni. Mindenesetre a nicaraguai L-39-esek létezését fotó nem bizonyítja.

## Harci alkalmazása
A Csehszlovák Légierő L–39-esei többször indítottak rakétát az NSZK-ból betolakodó amerikai helikopterek ellen, de a földi célok elleni SZ–5 nem irányított rakéták pontatlannak bizonyultak. Ennek ellenére Abház szeparatisták szerint L–39-cel lőttek le egy grúz pilóta nélküli repülőgépet. Az afgán polgárháborúban mindkét fél használta mind légiharc, mind csapásmérő feladatokra. A Szovjetunió széthullását követő háborúban is részt vett. A Hegyi-Karabahért vívott háború során több azeri gépet lelőtt az örmény légvédelem, az örmények valószínű nem vetették be. Bár a csecsen légierő is repült vele néhány bevetést, az ő gépeik nagy része már a földön megsemmisült. Ezen alkalmazások érdekessége, hogy a csehszlovákokon kívül mindenki a nagyon csekély harcértékű C változatot használta. Ez tipikus példája annak, hogy a gyenge haderővel rendelkező haderők sokszor azt használják, amijük van. A harciasabb albatroszok rendeltetésszerű harci alkalmazására a líbiai légierő részéről került sor Csádban. A líbiaiak rendelkeztek sokkal nagyobb harcértékű típusokkal is, de a gyenge fegyverzetű csádiak ellen, akiknek fő harceszköze a géppuskákkal/ágyúkkal felszerelt terepjáró volt, az L-39-esek is megfeleltek. Sőt még a légcsavaros Sf-260-asakat is bevetették. Könnyű üzemeltethetőségük miatt a líbiai polgárháborúban is az egyik leghasználtabb típus volt. Mivel ezek háborúk a világ elszigetelt részében zajlottak az Albatroszok harci alkalmazásáról sajnos kevés információ ismert.